# (6013) Andanike
(6013) Andanike est un astéroïde de la ceinture principale.

## Description
(6013) Andanike est un astéroïde de la ceinture principale. Il fut découvert le 18 juillet 1991 à l'observatoire Palomar par Henry E. Holt. Il présente une orbite caractérisée par un demi-grand axe de 2,37 UA, une excentricité de 0,15 et une inclinaison de 4,2° par rapport à l'écliptique.

## Compléments